# Озёрский сельсовет (Липецкая область)
Озёрский сельсове́т — сельское поселение в Тербунском районе Липецкой области.
Административный центр — село Озёрки.

## История
Образовано на основании Закона Липецкой области от 02.07.2004 N 114-ОЗ «О наделении муниципальных образований в Липецкой области статусом городского округа, муниципального района, городского и сельского поселения». Границы поселения определены Законом Липецкой области от 23.09.2004 N 126-ОЗ «Об установлении границ муниципальных образований Липецкой области».

## Население
| 2009 | 2010 | 2012 | 2013 | 2014 | 2015 | 2016 |
| ---- | ---- | ---- | ---- | ---- | ---- | ---- |
| 512  | ↘511 | ↘499 | ↘492 | →492 | ↘479 | ↗488 |
| 2017 | 2018 | 2021 |      |      |      |      |
| ↗498 | ↘484 | ↘413 |      |      |      |      |

На 1 января 2010 года из 501 человека: детей в возрасте от 0 до 6 — 18, от 7 до 16 — 41, жителей трудоспособного возраста — 262 человека, население старше трудоспособного возраста: женщины — 107, мужчины — 52.

## Состав сельского поселения
| № | Населённый пункт | Тип населённого пункта       | Население |
| - | ---------------- | ---------------------------- | --------- |
| 1 | Каменка          | село                         | ↘115      |
| 2 | Озёрки           | село, административный центр | ↗396      |

## Образование и культура
В поселении функционируют: дом культуры и библиотека.
До 2009 года в Озёрках работала девятилетняя школа.

## Известные уроженцы
- Разенков, Гавриил Степанович — Герой Советского Союза.